# Кунтарєв Сергій Олександрович
Сергій Олександрович Кунтарєв (рос. Сергей Александрович Кунтарев; нар. 31 березня 1978, Курган, Курганська область, РРФСР, СРСР) — російський борець греко-римського стилю, чемпіон світу серед військовослужбовців, бронзовий призер чемпіонатів Європи, володар Кубку світу. Майстер спорту міжнародного класу з греко-римської боротьби.

## Життєпис
Боротьбою почав займатися з 1985 року. У 1993 році став чемпіоном світу серед кадетів. Наступного року на цих же змаганнях здобув срібну нагороду. У 1995 році завоював бронзову медаль чемпіонату Європи серед юніорів.
Виступав за Російську армію (Башкортостан) та «Спартак» Курган. Тренер — Володимир Воронін. Чемпіон Росії 2004 року в ваговій категорії до 66 кг. Срібний призер чемпіонату Росії 2005 року в ваговій категорії до 66 кг. Бронзовий призер чемпіонатів Росії 2007, 2008 років у ваговій категорії до 74 кг.
У збірній команді Росії з 2002 по 2005 рік.
Завершив спортивну кар'єру в 2009 році.
Випускник Курганського училища олімпійського резерву, Курганського державного педагогічного інституту, Курганського інституту державної і муніципальної служби (2009).

## Спортивні результати на міжнародних змаганнях

### Виступи на Чемпіонатах світу
| Змагання                        | Збірна | Вагова категорія                 | Місце |
| ------------------------------- | ------ | -------------------------------- | ----- |
| Чемпіонат світу з боротьби 2003 | Росія  | греко-римська боротьба, до 66 кг | 26    |

### Виступи на Чемпіонатах Європи
| Змагання                         | Збірна | Вагова категорія                 | Місце  |
| -------------------------------- | ------ | -------------------------------- | ------ |
| Чемпіонат Європи з боротьби 2003 | Росія  | греко-римська боротьба, до 66 кг | Бронза |
| Чемпіонат Європи з боротьби 2004 | Росія  | греко-римська боротьба, до 66 кг | 12     |

### Виступи на Кубках світу
| Змагання                    | Збірна | Вагова категорія                 | Місце  |
| --------------------------- | ------ | -------------------------------- | ------ |
| Кубок світу з боротьби 2005 | Росія  | греко-римська боротьба, до 66 кг | Золото |

### Виступи на інших змаганнях
| Змагання                                                  | Збірна | Вагова категорія                 | Місце  |
| --------------------------------------------------------- | ------ | -------------------------------- | ------ |
| Чемпіонат світу з боротьби серед військовослужбовців 2002 | Росія  | греко-римська боротьба, до 66 кг | Золото |
| Гран-прі Німеччини з боротьби 2004                        | Росія  | греко-римська боротьба, до 66 кг | Бронза |

### Виступи на змаганнях молодших вікових груп
| Змагання                                       | Збірна | Вагова категорія                 | Місце  |
| ---------------------------------------------- | ------ | -------------------------------- | ------ |
| Чемпіонат світу з боротьби серед кадетів 1993  | Росія  | греко-римська боротьба, до 40 кг | Золото |
| Чемпіонат світу з боротьби серед кадетів 1994  | Росія  | греко-римська боротьба, до 47 кг | Срібло |
| Чемпіонат Європи з боротьби серед юніорів 1995 | Росія  | греко-римська боротьба, до 50 кг | Бронза |